# Katitzi (TV-serie)
Katitzi är en TV-serie om den romska flickan Katitzi. TV-serien är baserad på de självbiografiska böckerna av Katarina Taikon. Första avsnittet premiärvisades i SVT2 2 december 1979. Den har sedan visats i repris flera gånger, första gången i STV2 1983–1984. Serien var också ett av de första programmen att visas i TV3 och har visats i Filmnet Plus 1995 och SVT1 1996. TV4 Guld visade serien under 2007 och den började då att sändas i februari månad. Den gavs ut på DVD 2006.
Filmen producerades i Sverige av Nord Artel och SVT 2.

## Handling

### Avsnitt 1 Barnhemmet
Katitzi bor på ett barnhem någonstans i Sverige. Under det första avsnittet får vi en inblick i flickans vardag på barnhemmet, vi får möta hennes bästa vänner, Gullan och Pelle, men även hennes trätokamrat Ruttan. Föreståndarinnorna på barnhemmet heter fröken Kvist och fröken Larsson; den förra tycker bra om Katitzi medan den senare avskyr henne.
En del av avsnittet utspelar sig en varm sommardag, barnhemsbarnen har fått tillåtelse att gå ner och bada, och alla rusar ivrigt i vattnet förutom Katitzi som blir sittande kvar på bryggan. Hennes vänner ifrågasätter varför hon inte hoppar i, och hon ger dem först några undanflykter för att sedan berätta som det ligger till – hon kan inte simma. Detta råkar Ruttan höra, som börjar håna Katitzi och knuffar i henne, varpå hon grips av panik. Hon räddas av fröken Kvist som efter händelsen tar ett allvarligt samtal med barnen. Hon frågar runt och det kommer fram att inte heller Rut är simkunnig.
Så en dag kommer Katitzis pappa för att hämta henne, men då Katitzi var så liten när hon blev bortlämnad minns hon inte sin pappa och blir rädd och osäker. Hon vill inte lämna barnhemmet och springer således iväg och gömmer sig. Föreståndarinnorna kommer tillsammans med Katitzis pappa överens om att hon ska få stanna kvar på barnhemmet ytterligare en tid, för att vänja sig vid tanken på det nya. Fröken Kvist pratar med Katitzi och berättar för henne om hennes familj och detta samtal leder till att flickan inte längre känner så stor skräck för att lämna barnhemmet.
Det ordnas en avskedsfest för Katitzi och avsnittet slutar med att hennes pappa kommer och hämtar henne med bil.

### Avsnitt 2 Lägret
I bilen på väg till familjen Taikons tältläger berättar pappa Taikon för Katitzi att de är romer, eller zigenare, som var termen som användes 1939 och också används i filmatiseringen. Vidare informerar han henne om att han numera är omgift och att Katitzis styvmor inte är någon hon ska sätta sig emot utan enbart lyda. När de kommer fram möts de av flickans syskon som glatt hälsar henne välkommen hem. Katitzi känner inte igen sina syskon och blir först lite blyg, men det går snabbt över. Hennes nästan jämnåriga syster Lena blir hon snart god vän med. Styvmodern som inte är förtjust i sin makes barn från det tidigare äktenskapet ger inte Katitzi ett så varmt välkomnande utan visar snarare avsky mot flickan från första stund.
I det här avsnittet får vi en inblick i Katitzis första tid i lägret, vardagen här är väldigt olik den hon upplevde på barnhemmet. Familjen Taikon har ett tivoli som barnen måste hjälpa till att driva. Vidare får barnen hjälpa till med tvätt och matlagning, vilket inte Katitzi är van vid. Styvmodern som påstår sig lida av migrän gör inte många knop i hushållet.

### Avsnitt 3 Uppbrott
Familjen Taikon får ett brev där det står att de måste byta lägerplats. Katitzis storebror Paul blir upprörd och förargad över de omständigheter de tvingas leva under. Han vill att fadern ska klaga men fadern svarar att han är för konflikträdd för att göra det. De packar alltså ihop och beger sig iväg.
Efter många motgångar lyckas de till slut hitta ett ställe där de får slå sig ner. En vänlig kvinna låter dem bo på hennes ägor. På vägen mötte de en annan romsk familj som de stannade och pratade med. De har många hundar och Katitzi byter bort sin sjal mot en av de söta hundvalparna, som hon senare ger namnet Swing.
Lena och Katitzi har ett ärende in till staden och de går förbi en skola. När de kommer hem till lägret igen frågar de sin far om de får börja skolan. Pappa Taikon tar med sig flickorna till skolans rektor där de får ett blankt nej. Senare kommer dock en lärare från skolan förbi lägret, hon berättar att hon gärna vill undervisa flickorna några timmar efter skolans slut. De blir glada, men tyvärr så får de inte många dagar i skolan för snart kommer sönerna till kvinnan som upplåtit tältplatsen ut till lägret och kräver att de ska ge sig i väg. Det blir bråk och familjen Taikon blir tvungna att snabbt packa ihop och ge sig i väg igen.

### Avsnitt 4 På egen hand
Familjen Taikon har dåligt med pengar och pappa Johan bestämmer att Katitzi tillsammans med sin storasyster Lena skall åka till närmaste stad och sälja förtennade bunkar. Båda blir glada för att de får komma i väg från lägret, men framför allt ifrån sin elaka styvmor.
När de kommit till staden börjar de sin försäljning som går relativt bra. Några visar öppet hat emot dem bara för att de är romer, men många visar även stor vänlighet. Varje dag skall flickorna skicka hem de pengar de förtjänat till familjen, detta gör de tills den dagen då Lena kommer på att de skall roa sig också. De besöker stadens biograf och Lena blir så tagen av filmen att hon vill se den om och om igen. Alla pengar går till biobesök och flickorna slutar skicka hem pengar, vilket leder till att de övriga i familjen Taikon undrar vad som hänt dem. Rosa, flickornas storasyster skickas i väg till staden, och när hon kommer på sina systrar att besöka biografen, tar hon genast med dem hem till lägret igen. Till fadern och styvmodern säger Rosa dock inte sanningen. Hon ljuger och påstår att flickorna inte fått sälja mer än att det räckt till mat och husrum.

### Avsnitt 5 Thomas
Katitzi och Lena blir kompisar med en pojke som har rymt.

### Avsnitt 6 Bröllopet
Storasyster Rosa gifts bort till sin kusin willy och familjen ställer till med fest.

## Rollista (i urval)
- Sema Sari - Katitzi Taikon
- Janne "Loffe" Carlsson - Johan Taikon, Katitzis pappa
- Monica Zetterlund - Katitzis styvmor
- Catrin Westerlund - fröken Emma Larsson, föreståndarinna på barnhemmet
- Christina Schollin - fröken Gerda Kvist, sköterska på barnhemmet
- Stig Ossian Ericson - predikant Pettersson
- Lena Wisborg - Gullan, barnhemsbarn
- Helene Olsson - Rut, kallad Ruttan, barnhemsbarn
- Fredrik Abrahamsen - Pelle, barnhemsbarn
- Stefania Malmsten - Britta, barnhemsbarn
- Meryem Özkanat - Pavlena "Lena" Taikon, Katitzis äldre syster
- Angelina Amico - Rosa Taikon, Katitzis äldsta syster
- Kjell Bergqvist - Paul Taikon, Katitzis äldre bror
- Jarl Borssén - mannen vid tivoliståndet
- Lena-Pia Bernhardsson - bondkvinnan
- Tom Zacharias - mannen som vinner en griskulting